# Mostonga
Mostonga je rijeka u Bačkoj. Lijevi je pritok Dunava. 
Duga je 70 km. 
Izvire kod zaseoka Nenadića kod Sombora, a ulijeva se u Dunav kod Novog Sela.
Izvorno je Mostonga bila znatno bogatija vodom i znatno veća nego danas. Često se izlijevala iz korita plaveći imanja stanovnicima čineći velike štete.
Svojevremeno su se na Mostongi nalazili toliko veliki otočići da je na njima u doba Arpadovića mogla se ulogoriti vojska. 
Još u kasnom srednjem vijeku su se kuće u Somboru gradile na povišenim dijelovima, a mostom preko Mostonge je bio spojen zapovjednikov kaštel s ostalim dijelom Sombora koji je bio podosta močvaran.
Financijskom pomoću bačko-kalačkog nadbiskupa Petra Varde je korito Mostonge produbljeno do te mjere da je postala plovnom za brodove.
Zabilježeno je da se još 1698. godine se moralo ojačavati most.
Zabilježeno je da je bila bogata ribom.
Na njoj je napravljeno nekoliko kanala koji su je skratili. Najviše je na njen tok utjecala izgradnja Velikog bačkog kanala 1802. godine nakon čega je prestala biti plovnom, čak se opisuje da je "nestala". Danas je ova rječica tek nešto više od potoka, a često presuši. Svemu tome je dodatno pridonijela izgradnja kanala Dunav – Tisa – Dunav.